# Praga E-45
Die Praga E-45 war ein tschechoslowakisches Jagdflugzeug der 1930er Jahre.

## Entwicklung
Die E-45 wurde 1934 durch Jaroslav Šlechta als Nachfolgerin der nicht erfolgreichen BH-44 entwickelt. Die E-45 ähnelte optisch der BH-44, war jedoch etwas kleiner und leichter und wurde aerodynamisch überarbeitet. Das Fahrwerk wurde verkleidet. Die E-45 erzielte deshalb höhere Geschwindigkeiten als die BH-44. Die Erprobung zeigte, dass die Flugleistungen auf dem Niveau des Konkurrenzmodells Avia B-534 lagen. Die B-534 war jedoch bereits vom Militär geordert worden. Eine Serienproduktion der E-45 erfolgte deshalb nicht. Die E-45 galt jedoch als Reservekonstruktion für die tschechoslowakischen Streitkräfte. Der einzige Prototyp wurde im April 1938 vom Ministerium für öffentliche Arbeiten erworben und erhielt im Mai die zivile Zulassungsnummer OK-ERR. Während der Sudetenkrise wurde das Jagdflugzeug vom Militär beschlagnahmt, sein weiterer Verbleib ist unbekannt.

## Konstruktion
Die BH-44 war ein verspannter Doppeldecker mit gestaffeltem Tragwerk und in Gemischtbauweise ausgelegt. Die Tragflächen gleicher Spannweite waren sowohl untereinander als auch mit dem Rumpf durch N-Stiele verbunden. Nur in der unteren Tragfläche befanden sich Querruder. Das Leitwerk war in Normalbauweise ausgeführt, wobei die Höhenflosse zum Rumpf hin abgestützt wurde. Die E-45 war mit einem achsenlosen und nicht einziehbaren Fahrwerk ausgestattet, dessen Haupträder mit aerodynamischen Verkleidungen versehen waren und ausgekreuzte Spanndrähte zum Rumpf aufwiesen. Am Heck befand sich ein Schleifsporn.

## Technische  Daten

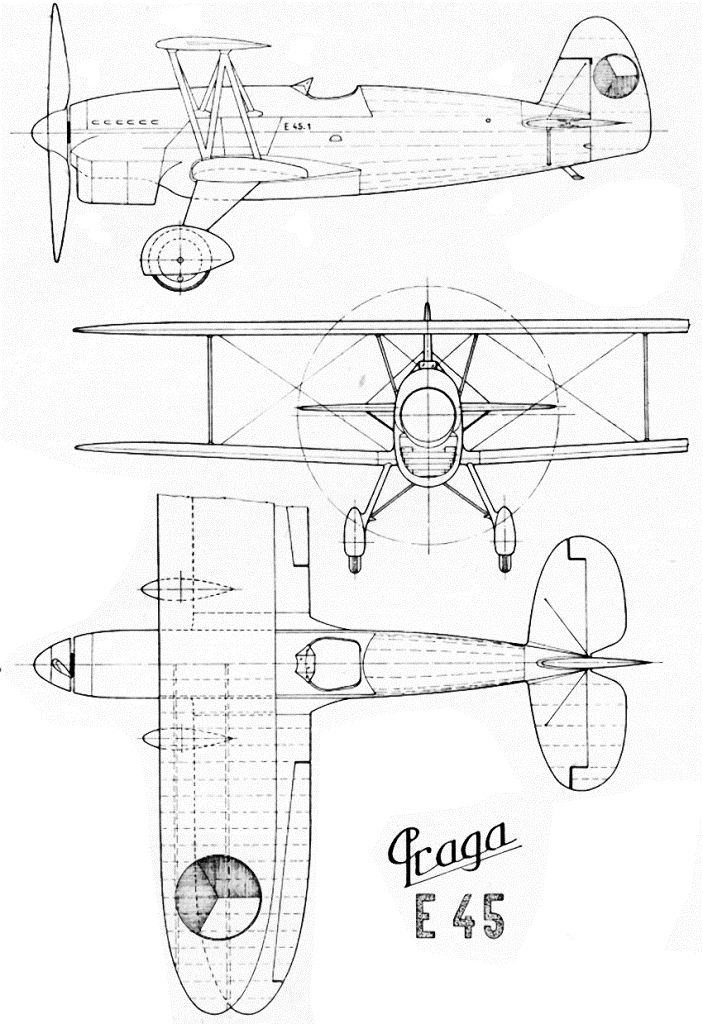
Dreiseitenansicht

| Kenngröße             | Daten                               |
| --------------------- | ----------------------------------- |
| Besatzung             | 1                                   |
| Spannweite            | 8,50 m                              |
| Länge                 | 7,45 m                              |
| Flügelfläche          | 20,2 m²                             |
| Leermasse             | 1347 kg                             |
| Startmasse            | 1690 kg                             |
| Antrieb               | 1 Rolls-Royce Kestrel VI            |
| Nennleistung          | 447 kW (ca. 610 PS) bei 2000/min    |
| Höchstgeschwindigkeit | 372 km/h (andere Quellen: 382 km/h) |
| Marschgeschwindigkeit | 320 km/h                            |
| Steigzeit             | 3,25 min auf 3000 m Höhe            |
| Dienstgipfelhöhe      | 9500 m                              |
| Reichweite            | 600 km                              |
| Bewaffnung            | zwei 7,92-mm MG ČZ vz. 30           |